# Tentative de coup d'État de 2012 au Mali
Ne doit pas être confondu avec coup d'État de 2012 au Mali.
Guerre du Mali
Batailles
La tentative de contre-coup d'État à Kati et Bamako a lieu le 30 avril et le 1er mai 2012, lors de la guerre du Mali. Après le coup d'État des bérets verts le 21 mars, les bérets rouges tentent un contre-coup d'État, qui échoue.

## Prélude
Le 30 avril 2012, plus d'un mois après le coup d'État militaire de 2012 au Mali initié par le capitaine Amadou Haya Sanogo, des soldats du 33e régiment des commandos parachutistes (RCP), surnommés les « bérets rouges », favorables à l'ancien président Amadou Toumani Touré, tentent un contre-coup d'État.
La raison ayant motivé cette tentative serait due à une rivalité avec les anciens putschistes de Sanogo, dit les « bérets verts ». Les troupes d'élite du 33e RCP faisaient partie de la garde présidentielle de Amadou Toumani Touré, lequel était un ancien membre de ce corps.
Après le coup d'état, les 4 BRDM-2 du régiment à Djicoroni sont confisqués. À la suite de la chute de Gao, le régiment qui combattait au nord se replie sur Bamako, mais à son arrivée dans la capitale malienne, ses soldats sont désarmés, contrairement à ceux des autres corps. 
Selon une source diplomatique « Les Bérets rouges chargés de la protection de la présidence n’avaient plus le droit de porter une arme, y compris la sentinelle du palais présidentiel. Certains Bérets verts demandaient même aux Bérets rouges d’enlever leur béret à certains check points. Ce sont toutes ces brimades, sur fond de rivalité entre les deux corps, qui ont poussé les Bérets rouges à tenter un contre-coup le 30 avril dernier. »
Selon une source sécuritaire à Bamako, « La tension est montée d’un cran la semaine précédant le contre-coup d'État lorsque le capitaine Amadou Haya Sanogo a convoqué à son QG du camp militaire Soundiata-Keïta de Kati le chef d’état-major du RCP, le colonel Abidine Guindo, qui est aussi l'ancien aide de camp d'ATT. »
Le colonel décline l’invitation, mais par la suite, la rumeur se répand que les Bérets verts de Kati ont l'intention de faire une descente punitive contre Guindo pour avoir tenu tête à Sanogo. Aussi le 30 avril, vers 14 heures, toutes les unités spéciales du RCP sont convoquées au camp de Djicoroni, base des bérets rouges.

## Déroulement
Le 30 avril, les parachutistes « bérets rouges » attaquent le bâtiment de la radio et de la télévision publiques (ORTM), l’aéroport de Bamako, ainsi que le camp militaire de Kati. Le capitaine Alou Ongoïba dirige l’assaut de l’aéroport, le capitaine Békaye Bafa Samaké celui de l’ORTM et le capitaine El Hadj Sékou Diakité celui du camp de Kati. L'opération est coordonnée par le colonel Abidine Guindo et son adjoint le colonel Louis Somboro.
Selon le récit de deux soldats bérets rouges, leur groupe constitué de 13 hommes avec deux pick-up s'empare de l'aéroport, six bérets verts du CNRDRE y sont tués contre un mort chez les assaillants, le chauffeur d'un des véhicules. Mais les bérets verts contre-attaquent avec une quinzaine de pick-ups et une dizaine de blindés BRDM-2. Les commandos parachutistes prennent la fuite et traversent le fleuve avec des pirogues.
L'offensive est un échec. Le 1er mai, les bérets verts attaquent à leur tour et prennent le camp de Djicoroni, base du régiment des parachutistes. Les bérets rouges prennent la fuite avec femmes et enfants, certains se replient vers le camp d’entraînement de Samako, à l’ouest de Bamako.
Selon les sources, les affrontements auraient faits 11 à 14 morts et 40 blessés.

## Les pertes
Selon Abdoulaye Nènè Coulibaly, directeur général de l’hôpital Gabriel Touré, les combats ont fait 14 morts et 40 blessé dans les deux camps. Des sources militaires évoquent jusqu'à 30 morts, dont 6 à 11 à l'ORTM et au moins quatre au camp de Djicoroni.

## Les prisonniers
Après le 30 avril, au moins 80 personnes, majoritairement des parachutistes, sont arrêtées. Le 24 juin, à la suite de pressions exercées par les familles des détenus et leurs avocats, par des organisations locales et internationales de défense des droits humains dont Amnesty International, et par le ministre malien de la Justice, 43 détenus sont transférés au camp 1 de la gendarmerie, où leurs conditions de détention s'améliorent.

Selon Human Rights Watch et Amnesty International, les prisonniers bérets rouges ont été torturés. Des témoins affirment que des soldats, des policiers et des gardes nationaux ont commis des actes de tortures au camp militaire de Kati. D'après un des témoins, Sanogo a proféré des menaces contre plusieurs détenus, et l'un d'eux, disparu depuis, a été frappé à coups de pied par le capitaine. D'autres abus sont commis au camp du Groupement Mobile de Sécurité (GMS). Les prisonniers ont subi des passages à tabac, des viols et des brûlures. Selon Human Rights Watch et Amnesty International, les prisonniers bérets rouges ont été torturés. Selon le Haut-Commissariat des Nations unies aux droits de l'homme : 

« Au camp de Kati, 83 soldats et militaires, auteurs présumés du contre-coup ont été entassés dans la cellule souterraine communément appelée la « Fosse », « La Chute » ou « Le Trou », dans une chaleur étouffante, sans lumière et sans contact avec l’extérieur, dans des conditions d’hygiène déplorables, avec deux toilettes débordantes d’excréments et de vers. La Mission a été informée que certains soldats détenus au camp de Kati auraient été forcés par les militaires responsables du camp d’avoir des rapports sexuels entre eux pendant que leurs geôliers filmaient la scène avec amusement. Ces mêmes militaires auraient écrasé des cigarettes allumées sur différentes parties du corps de leurs victimes. Durant les premiers jours de leur incarcération, l’ensemble des 83 détenus n’aurait eu droit qu’à un bidon d’eau et une portion de riz. Certains jours, ils auraient été obligés de choisir entre se nourrir et boire. D’autres étaient tout simplement acculés à boire leur urine ou celle des autres codétenus. »

Après avoir été emprisonnés à Kati du 22 mars au 6 septembre 2012, tous les détenus sont transférés au Camp 1, où les conditions de détentions sont plus acceptables.
Le 11 juillet, le colonel Abidine Guindo est arrêté, en octobre il reconnaît son implication dans le contre-coup d'état,. 
En juillet 2012, selon Human Rights Watch, au moins 20 soldats prisonniers ont disparu et des dizaines d'autres ont été torturés par les « Bérêts verts ». L'association accuse également les forces de sécurité du Capitaine Sanogo, de s'être livrées à une campagne d’intimidation contre des journalistes, des proches de soldats et d'autres personnes. Elle appelle alors les autorités maliennes à ouvrir une enquête.
Le 18 janvier, le juge d'instruction chargé du dossier ordonne la remise en liberté de 29 prisonniers, dont 26 « bérets rouges » parachutistes et trois civils, parmi lesquels Malamine Konaré, fils d'Alpha Oumar Konaré. Le 30 janvier 2013, les 29 prisonniers sont libérés.
Le 4 décembre 2013, un charnier contenant les corps des 21 bérets rouges disparus est découvert à Diago, près de Kati. Les cadavres, retrouvés les yeux bandés, les mains menottés et les pieds enchaînés, sont identifiés en juillet 2014 par des tests ADN.
Le 18 décembre, quatre autres corps sont exhumés d'un charnier dans le cimetière du quartier Hamdallaye de Bamako. Il contenait les corps de trois militaires et d'une vendeuse de jus gingembre, tués lors des combats devant l'ORTM.
Le 23 février, cinq autres corps sont exhumés de deux fosses communes à Kati, ils étaient vêtus d'uniformes militaires et leurs mains étaient liées. Dans l'une des fosses, des têtes de crocodiles sont également retrouvées.

### Rapports
- Human Rights Watch : Mali : Les forces de sécurité ont fait « disparaître » 20 personnes et en ont torturé d’autres
- France 24 : Vidéo : des soldats de l’armée malienne torturés dans le camp de Kati

### Reportages
- Benjamin Roger, Mali : les Bérets rouges, toujours debout, Jeune Afrique, 29 juillet 2016.